# Jan Nepomucen Dębski
Jan Nepomucen Dębski herbu Radwan – burgrabia krakowski w latach 1788-1796.
Był komisarzem Sejmu Czteroletniego z powiatu ksiąskiego województwa krakowskiego do szacowania intrat dóbr ziemskich w 1789 roku.